# Myrmecocystus wheeleri
Myrmecocystus wheeleri är en myrart som beskrevs av Roy R. Snelling 1971. Myrmecocystus wheeleri ingår i släktet Myrmecocystus och familjen myror. Inga underarter finns listade i Catalogue of Life.

## Bildgalleri

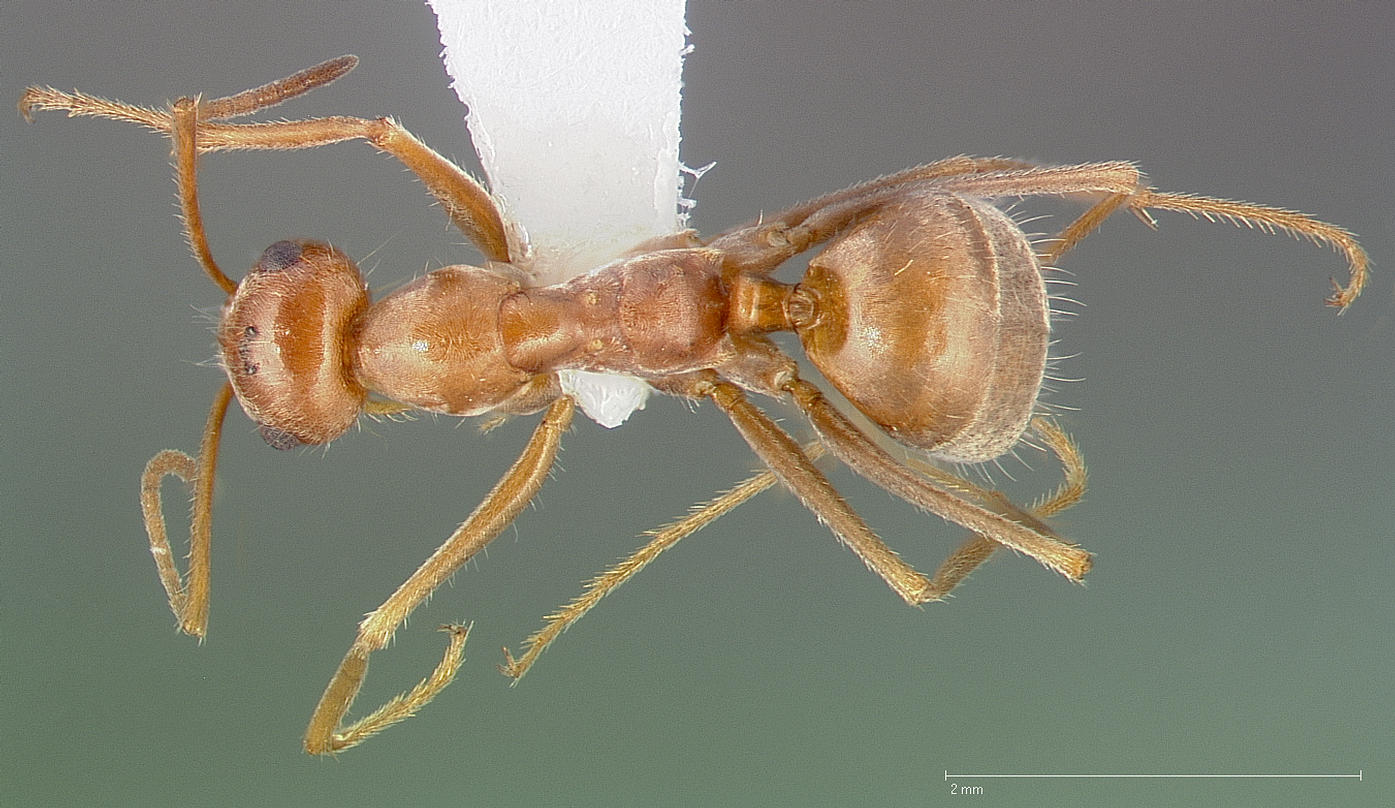
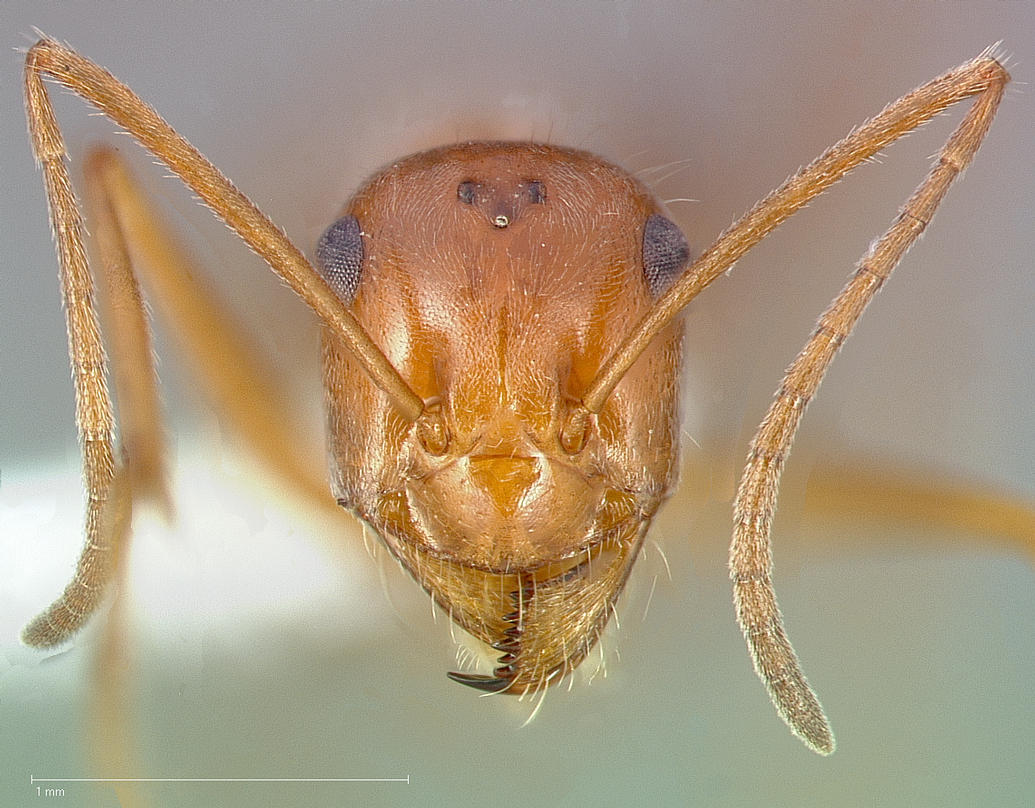
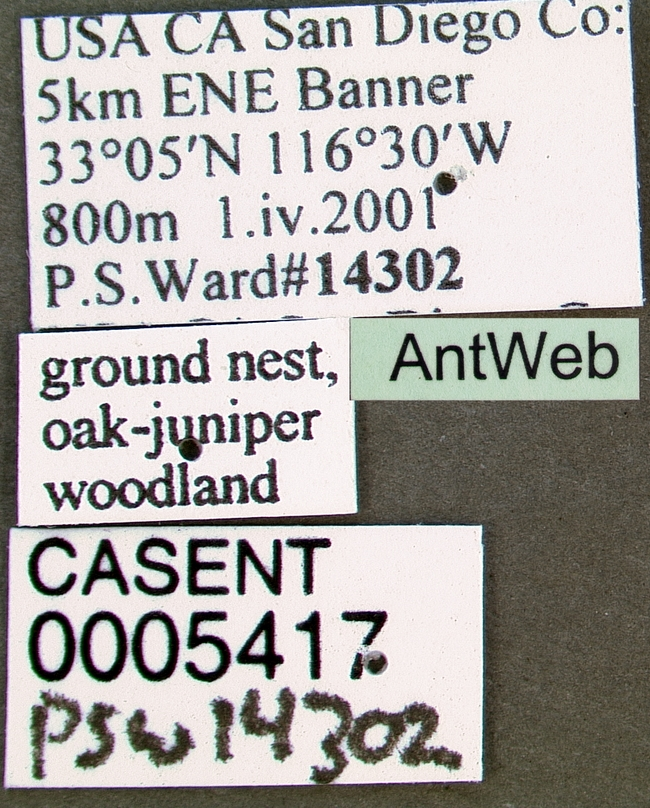
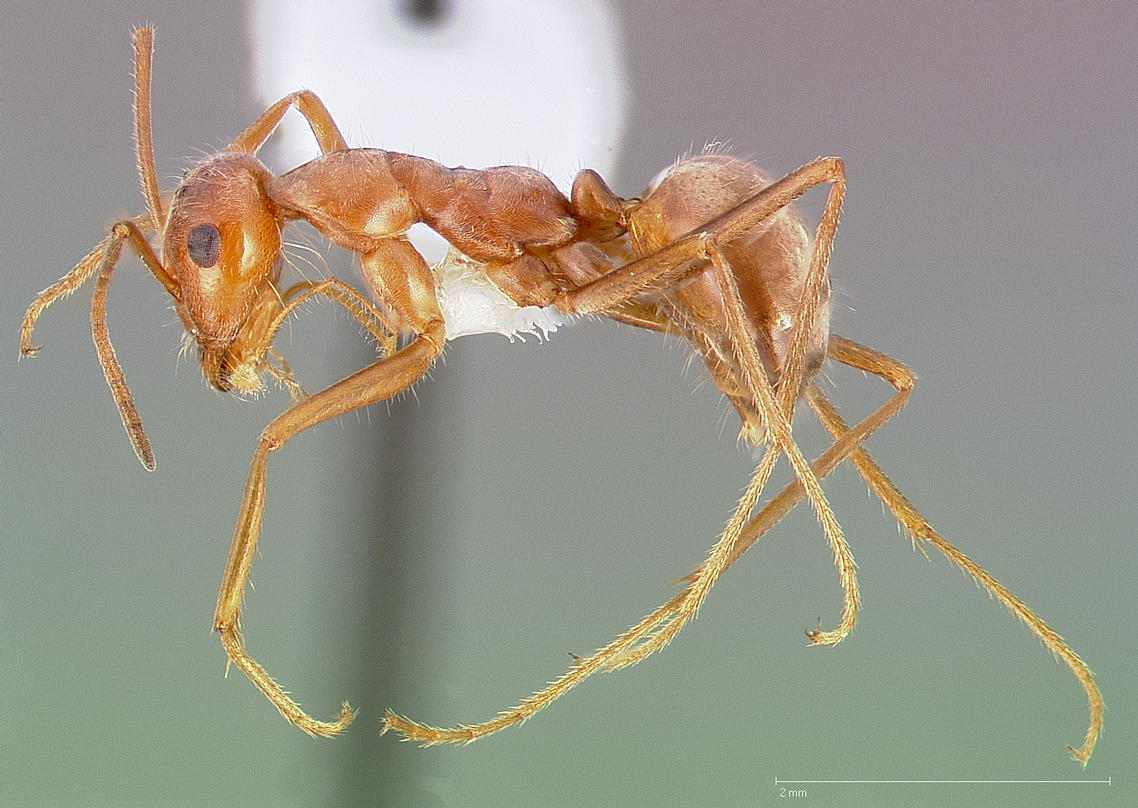